# Parc de Hong Kong
Le parc de Hong Kong (香港公園), aussi connu sous le nom anglais de Hong Kong Park, est un parc public situé dans le quartier de Central près de Cotton Tree Drive (zh) à Hong Kong.
Construit pour un coût de 398 HK$ et inauguré en mai 1991, il couvre une superficie de 8 hectares et est reconnu comme un exemple d'intégration d'un espace naturel dans un milieu urbain.

## Histoire
Une partie du site était connue sous le nom de Cantonment Hill en 1841 au début de l'établissement colonial. Le parc occupe également la partie supérieure de l'ancien emplacement de la caserne Victoria, construites de 1867 à 1910 et revenue sous le contrôle du gouvernement en 1979. L'école Glenealy occupait une partie de ce site jusqu'en 1988. Après qu'elle a quitté la zone, celle-ci est reconvertie pour accueillir le parc actuel officiellement inauguré le 23 mai 1991 par David Wilson, le gouverneur de Hong Kong de l'époque. Il couvre une superficie de 8 hectares et est un exemple exceptionnel de mariage entre conception et infrastructures modernes et espace naturel.
La construction du parc est un projet conjoint du Conseil urbain (dissout en 1999) et du Jockey Club de Hong Kong (nommé à l'époque « Jockey Club royal de Hong Kong »).

## Bâtiments historiques
- Flagstaff House, datant de 1846, qui accueille depuis 1984 le musée de la théière.

Quelques bâtiments historiques des anciennes casernes Victoria sont également conservés dans le parc, notamment :
- Cassels Block (début du XXe siècle), ancienne caserne pour officiers britanniques mariés. Abritant aujourd'hui le centre d'arts visuels de Hong Kong depuis 1992.
- Rawlinson House (début du XXe siècle), ancienne maison du général adjoint britannique, reconvertie dans les années 1980 en registre des mariages de Cotton Tree Drive et siège du parc.
- Wavell House (début du XXe siècle), ancien quartier des officiers britanniques mariés, reconvertie en 1991 pour accueillir le centre de maintenance de la volière.

Ces sites sont classés comme bâtiments historiques de rang II.
Le parc est facilement accessible à pied depuis Pacific Place et son escalator à proximité.

## Installations
Le parc de Hong Kong est un espace naturel au milieu du centre d'affaires animé et bondé. Sa principale caractéristique est la voilière Edward Youde (en) qui permet de voir des « expositions d'oiseaux ». Il y a aussi une serre (Forsgate Conservatory) qui organise temporairement des « expositions de plantes » tout comme des « expositions d'orchidées ». Il y a aussi de nombreux jardins modernes, tels que Garden Plaza et Tai Chi Garden. Pour le sport, un centre sportif et un site de squash sont également présents.

## Prix
- La conception du parc a remporté le prix d'honneur du design urbain (1998) du chapitre de Hong Kong de l'American Institute of Architects[2],[3].
- Le parc est reconnu comme l'un des dix meilleurs bâtiments des années 1990 par un journal du bâtiment en mars 2000[4].

## Galerie

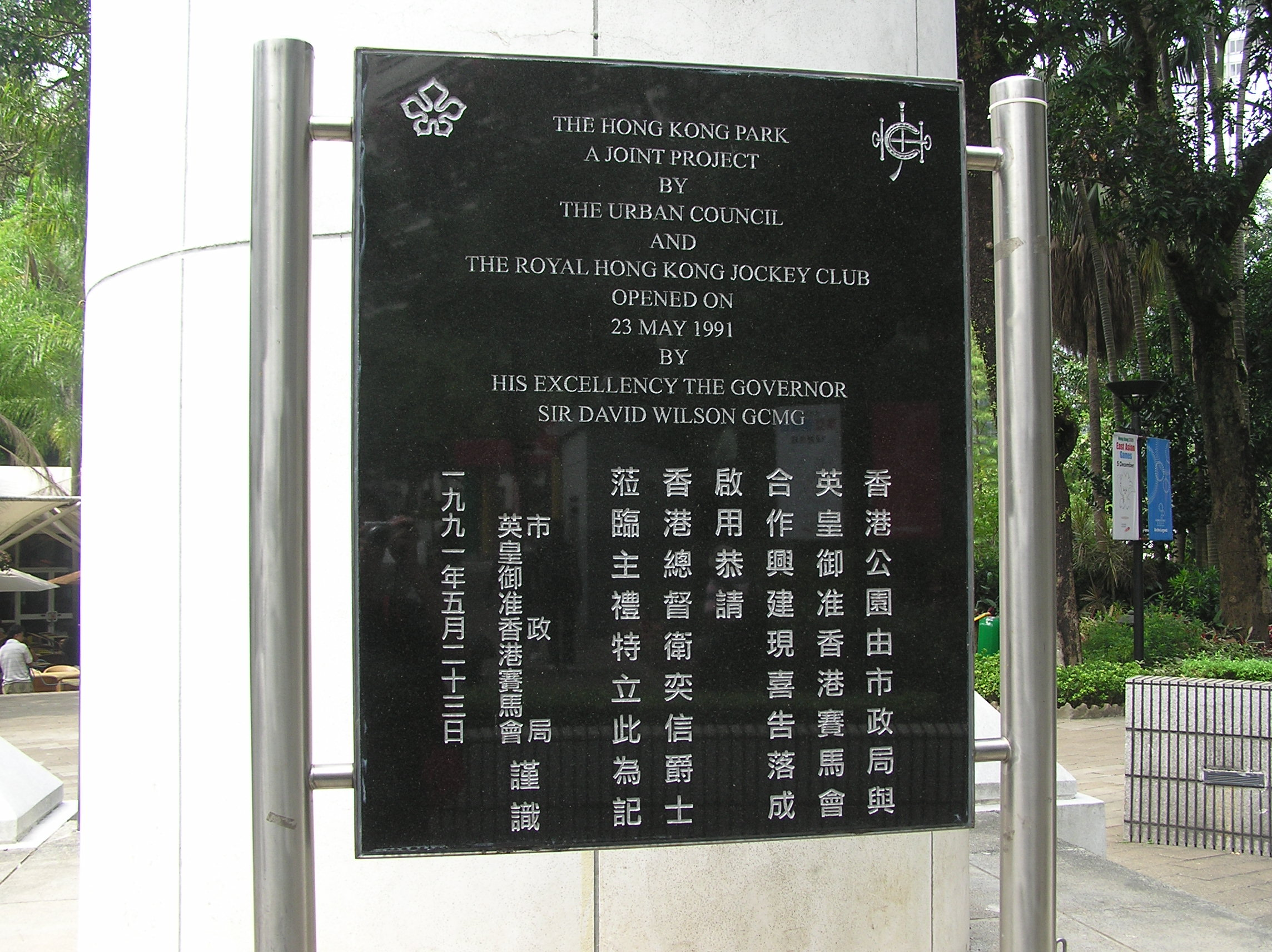
La plaque commémorative de l'inauguration du parc.
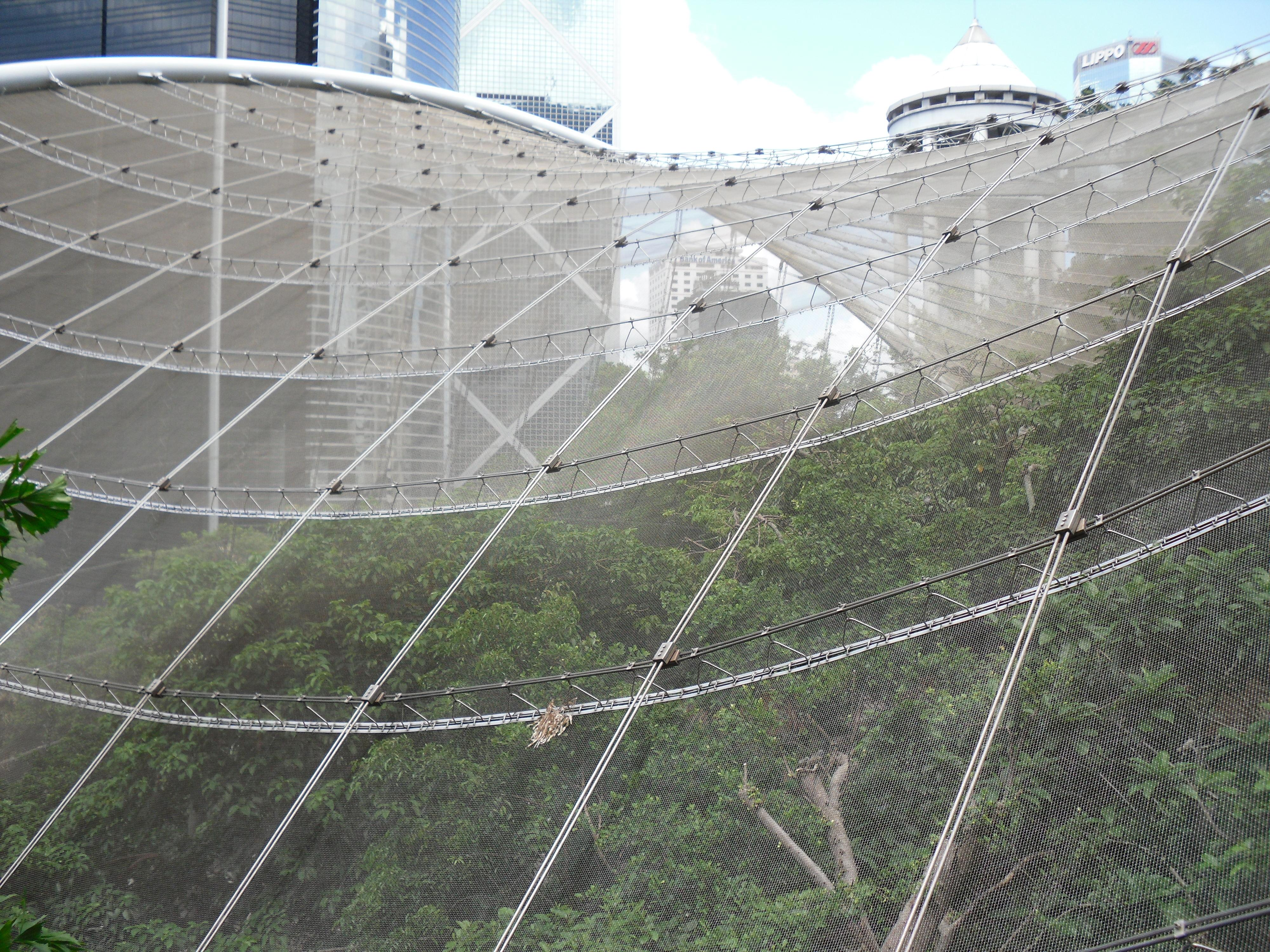
La voilière Edward Youde (en).
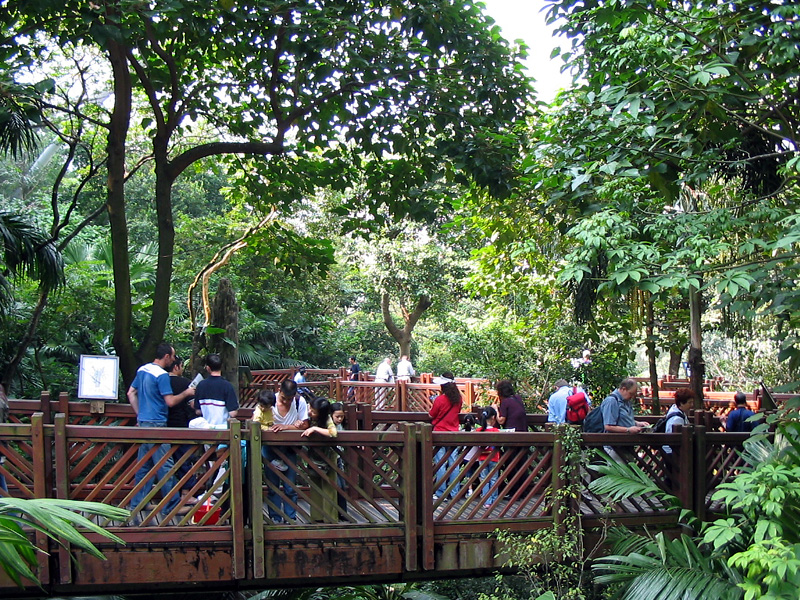
À l'intérieur de la volière.
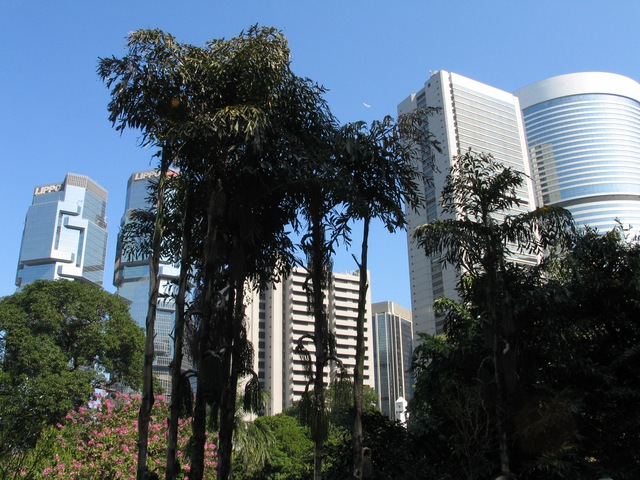
Le parc de Hong Kong est entouré des gratte-ciels du quartier des affaires.
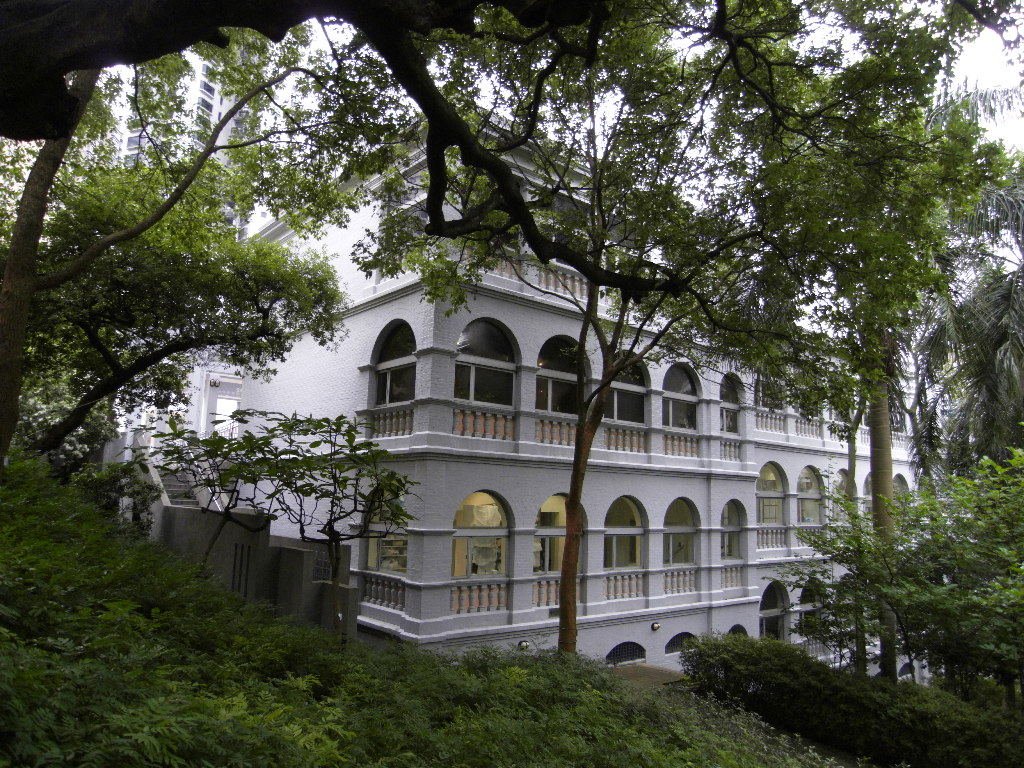
Le centre d'arts visuels de Hong Kong dans le parc.
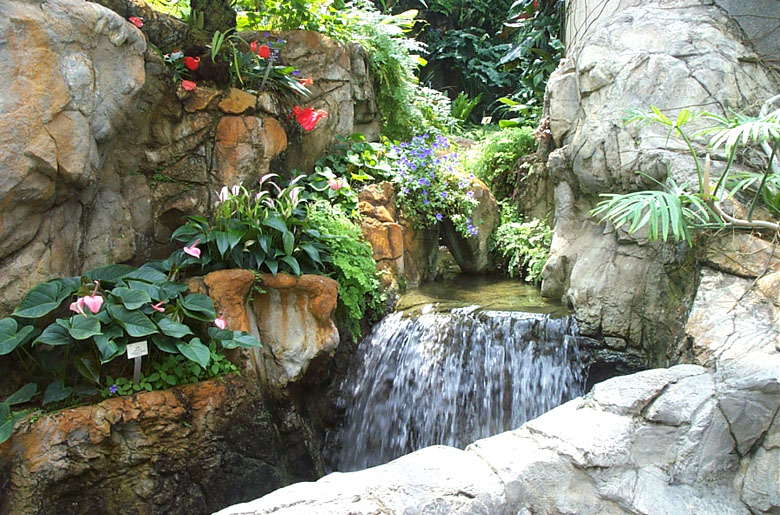
La serre du parc.
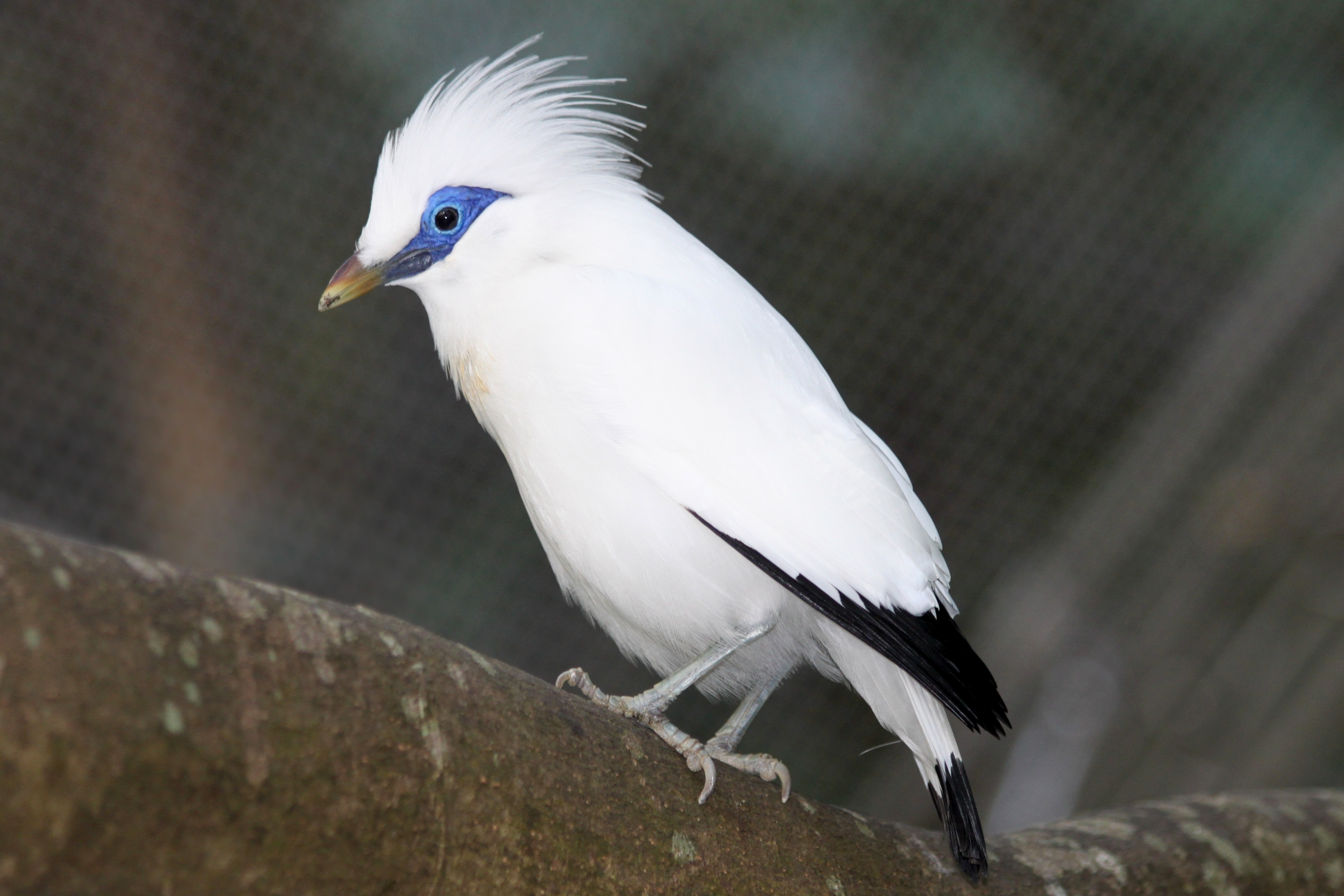
Un étourneau de Rothschild dans la voilière du parc.
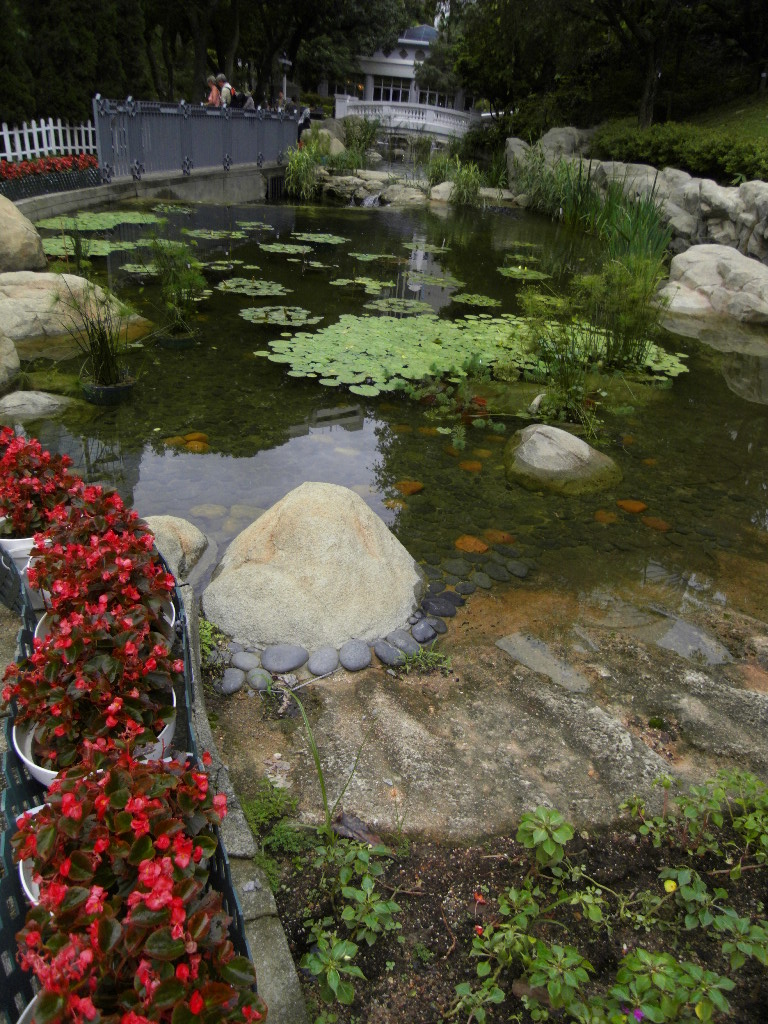
Lac artificiel dans le parc.
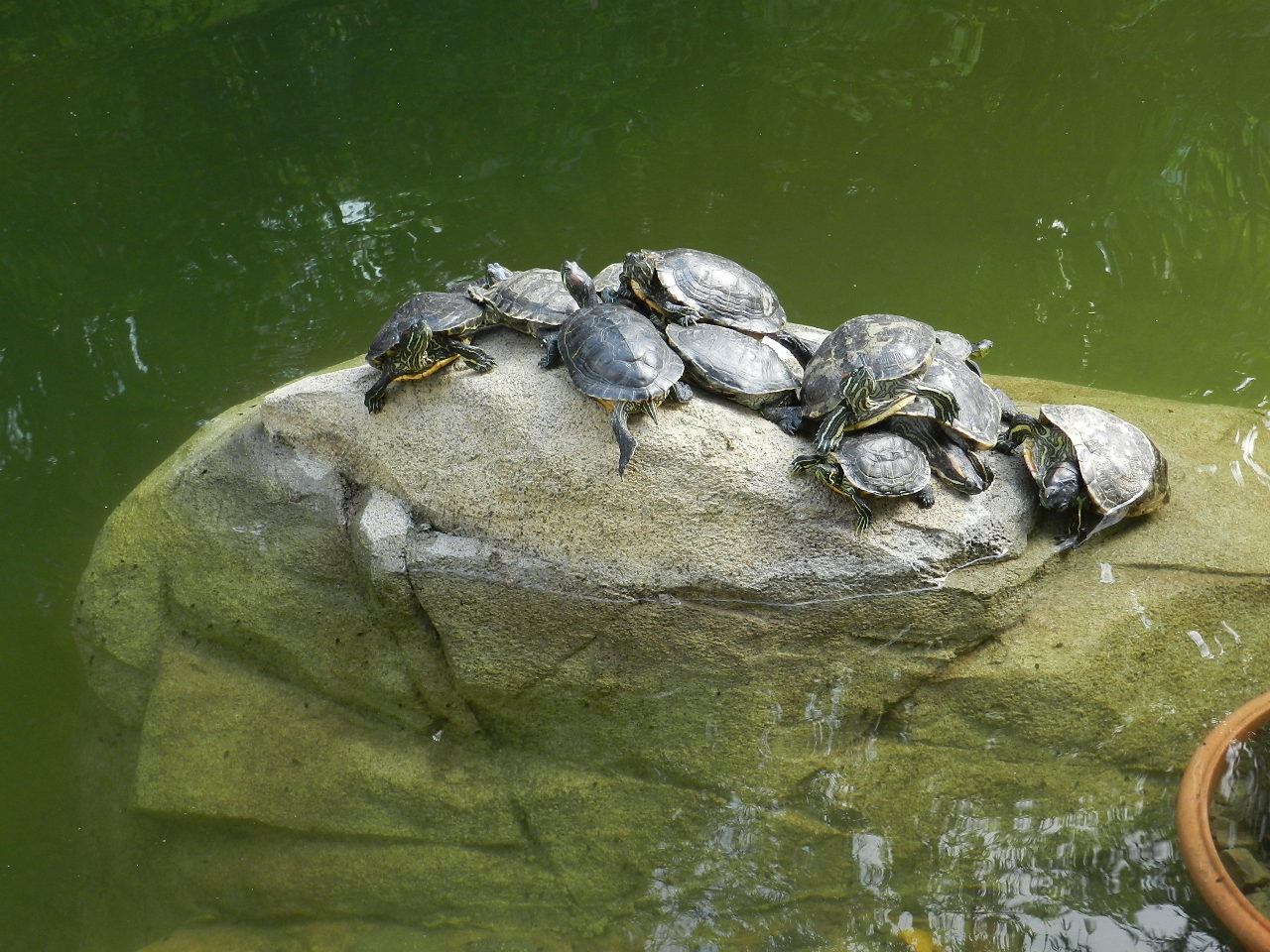
Tortues dans le parc.
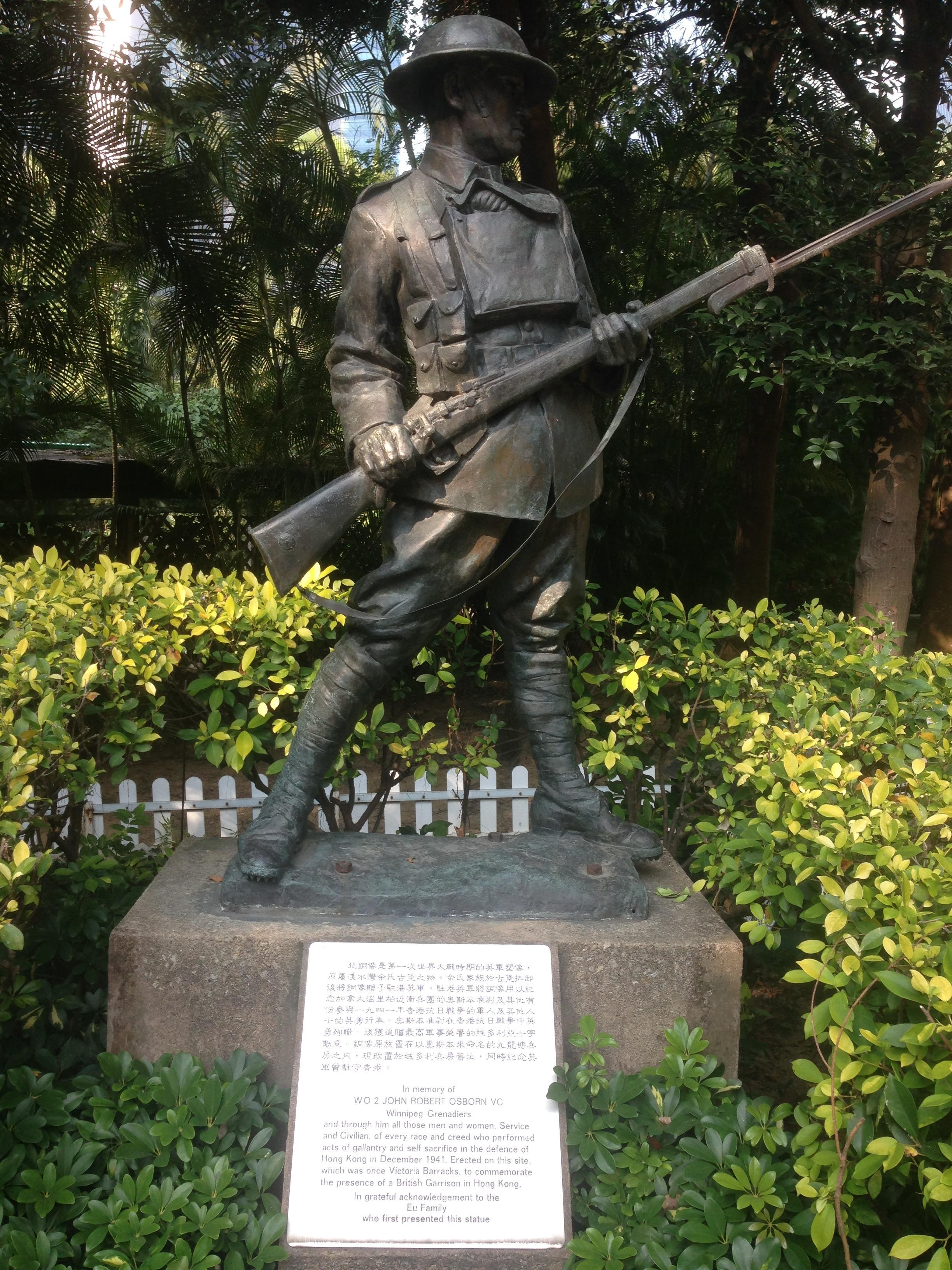
Statue d'un soldat anonyme de la Première Guerre mondiale issue de la collection statuaire d'Eu Tong Sen (en)[5]. Est aussi visible la plaque commémorative de la bataille de Hong Kong dédiée à tous les défenseurs de Hong Kong de décembre 1941 tels que John Robert Osborn.
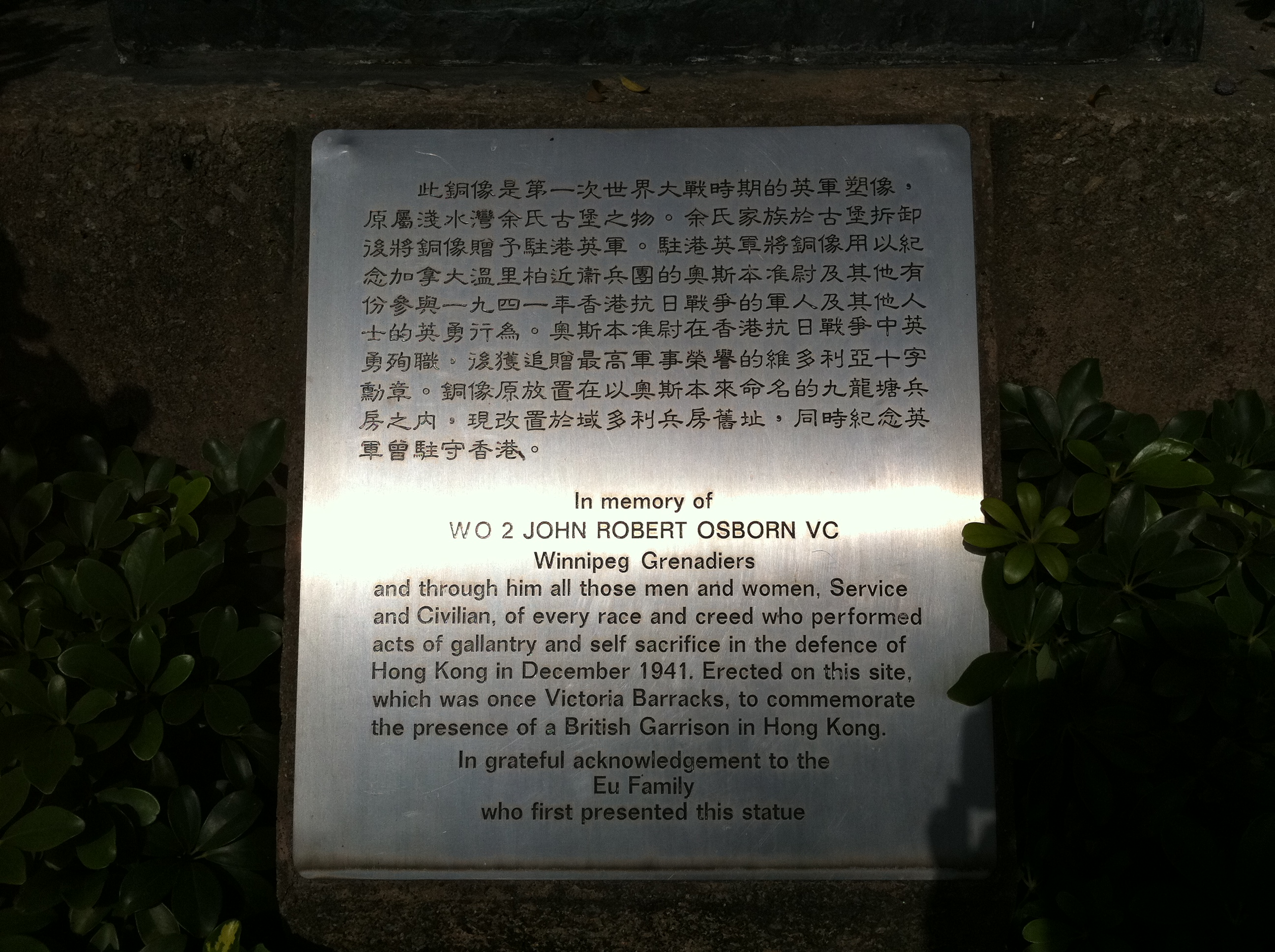
La plaque commémorative dédiée à tous les défenseurs de Hong Kong de décembre 1941 dont John Robert Osborn et la garnison britannique.